# Domingo de Soto
Domingo de Soto, O.P. (Segovia, 1494-Salamanca, 15 de noviembre de 1560) fue un fraile dominico y teólogo español, confesor del emperador Carlos V y humanista pionero en el estudio de la mecánica y la gravedad. 

## Biografía

Libri decem de iustitia & iure

Estudió en la Universidad de Alcalá en el Colegio de Dominicos de Santo Tomás de Aquino y en París. En 1520 regresó a la Universidad de Alcalá y se ocupó de la cátedra de Metafísica. En 1525 ingresó en la Orden de los Predicadores (dominicos). 
Ocupó la cátedra de teología en la Universidad de Salamanca en 1532, donde se integró en la denominada escuela de Salamanca.
En 1545 fue enviado al Concilio de Trento como teólogo imperial ante la imposibilidad de que fuera el también dominico Francisco de Vitoria.
En 1548 intervino, como teólogo católico frente a los protestantes, en la redacción del Interim de la Dieta de Augsburgo. Allí coincidió con el también dominico Pedro de Soto, confesor real, a quien sustituyó en el cargo en 1548. Ambos intentaron, pero no consiguieron, impedir la influencia que sobre el emperador Carlos V tenía el cardenal Granvela. El emperador le ofreció el nombramiento como obispo de Segovia, pero no lo aceptó.
Participó en los debates en torno a la disputa abierta entre Sepúlveda y Las Casas por la cuestión indígena llamada de los justos títulos o polémica de los naturales, formando parte de la comisión de teólogos que se reunió en Valladolid entre 1550-1551 (Junta de Valladolid). Posteriormente sucedió a Melchor Cano en su cátedra de la Universidad de Salamanca.
Entre sus numerosas obras de teología, derecho, filosofía y lógica destacan De iustitia et iure (1557) y Ad Sanctum Concilium Tridentinum de natura et gratia libri tres. De orientación tomista, comentó varios libros de física y lógica aristotélica. 
Domingo de Soto fue el primero en establecer que un cuerpo en caída libre sufre una aceleración constante, siendo este un descubrimiento clave en física, y base esencial para el posterior estudio de la gravedad por Galileo y Newton. Describiendo experimentos en el plano inclinado, Soto atribuyó la aceleración de los objetos en caída a una "resistencia interna" originada en la Tierra, adelantándose así a la teoría gravitacional.
Analizó numerosos problemas económicos como la usura, los contratos, la actividad del intercambio mercantil, la determinación del precio justo, así como las variaciones del mismo. Llegó a recomendar desde su cargo, ciertas intervenciones en precios.
Domingo de Soto, como persona ilustre de Segovia, tiene en esa ciudad un centro de enseñanza primaria que lleva su nombre, así como el anterior colegio Universitario, hoy en día “Campus de Segovia”, dependiente de la universidad de Valladolid. En Salamanca, ciudad en la que desarrolló la mayor parte de su carrera hasta su fallecimiento, una calle recibe su nombre como homenaje. 

## Obras
- Summulae, (Burgos, 1529).
- De dominio, (Salamanca, 1534).

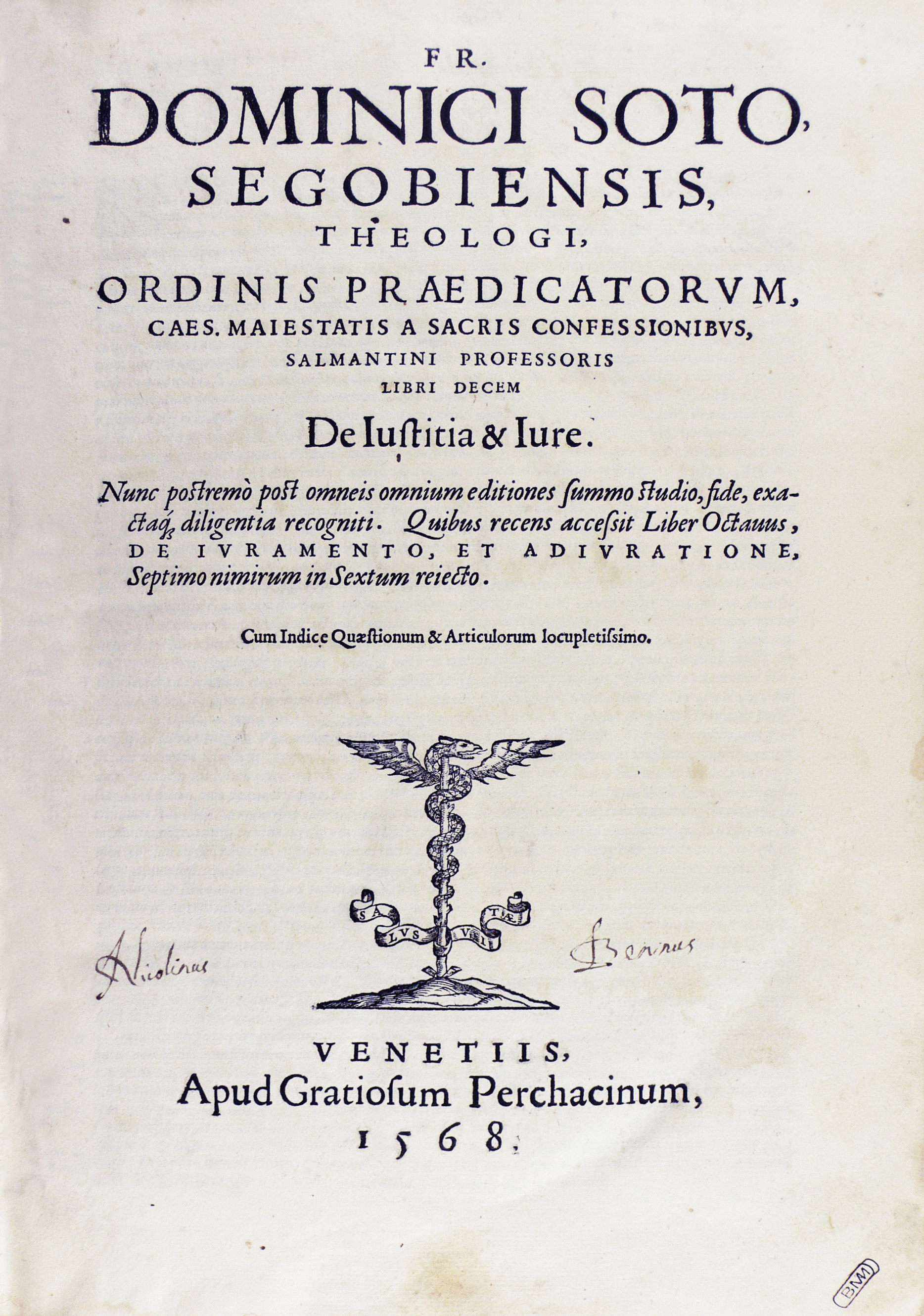
De iustitia et iure, 1568.

- De ratione tegendi et detegendi secretum, (Salamanca, 1541).
- In dialecticam Aristotelis commentarii, (Salamanca, 1544).
- In VIII libros physicorum, 1545.
- Deliberación en la causa de los pobres, 1545. “Deliberatio in causa pauperum. De non inhibendo secundum misericordiae prescriptum,  publico mendicabulo”.
- De natura et gratia libri III, 1547.
- Ad Sanctum Concilium Tridentinum de natura et gratia libri tres, (Venecia, 1547).
- Comment. in Ep. ad Romanos, 1550.
- De justitia et jure, 1553.
- An liceat civitates infidelium, (Salamanca, 1553).
- In IV sent. libros comment. 1555-6.
- De justitia et jure libri X, (Salamanca, 1556).
- In quartum Sententiarum, (Salamanca, 1557).